# Ботанический сад Львовского университета
Ботанический сад Львовского университета имени И. Франко (укр. Ботанічний сад Львівського університету) — учебное и научно-исследовательское учреждение при Львовском университете (Украина). Входит в природно-заповедный фонд как объект общегосударственного значения (согласно постановлениям правительства Украины 1983 и 1992 годов). Ботанический сад состоит из двух отдельных участков:
- старая часть ботанического сада площадью 2 га на ул. Кирилла и Мефодия, 4 (в Галицком районе Львова, на склонах Нищенской горы (Калича гора), вблизи Цитадели);
- новая часть площадью 16,5 га на улице М. Черемшины, 44 (в Лычаковском районе Львова, бывший сад Цетнеровка, вблизи лесопарка Погулянка и Лычаковского кладбища).

Нынешняя часть ботанического сада на ул. Кирилла и Мефодия была основана в 1852 году профессором Лобажевским на базе старого сада монахов-тринитариев. Сейчас здесь размещены теплицы и небольшой дендропарк.
Новый участок ботанического сада на улице Черемшины имеет сложный рельеф, здесь есть также пруд, заболоченная долина, склоны лугов, сухие возвышенные плато. Это позволило воссоздать на его территории фрагменты растительности разных типов: водоёмов, болот, лугов, луговых степей, лесостепи, разных типов леса, равнин, альпийского и субальпийского поясов Карпат. Здесь ботанический сад был создан в 1911 году на основе декоративного сада Цетнеровка площадью 4,5 га, приобретённого университетом. Цетнеровка была основана частным владельцем, белзским воеводой Игнатием Цетнером в 1787 году, ее украшали сосна белокорая, магнолия, бук европейский пурпурнолистный, сосна кедровая европейская, пихта одноцветная, сосна румелийская, сосна веймутова, туя гигантская, ель канадская, тис ягодный, секвойядендрон, тюльпановое дерево, акация белая, клен остролистный, метасеквойя, кедры, кипарисы и т. д.. А также есть газоны, цветники и розарий; возле парка и сада находились дворец с прудом. За период 1923—1939 годов, кроме растений, которые произрастали здесь в природных условиях, коллекция выросла ещё на 851 вид растений.
Во время Великой Отечественной войны погибла значительная часть коллекции. В 1944 году советские власти приступили к работе по восстановлению сада. Его территория, находящаяся возле Погулянки, была расширена за счёт национализированных участков, ранее принадлежавших Львовскому армяно-католическому епископу и частному владельцу Богдановичу. Это были песчаные склоны, покрытые травами и кустарником, частично естественным лесом из сосен, бука, граба, дуба.
Однако в этот период постепенно пришли в упадок живописные пруды, а в 70-х годах 20 ст. был уничтожен уникальный участок с естественной раритетной степной растительностью. На его месте построили оранжереи.